# 杰克·威尔希尔
傑克·安德魯·加里·威爾謝爾（英語：Jack Andrew Garry Wilshere，1992年1月1日—），是一名退役英格蘭職業足球運動員，他的職業生涯多次受到傷病影響，最後效力於丹麥足球超級聯賽球隊阿曉斯，此外他也曾為英格蘭足球代表隊參加國際比賽。司職中場。現時為諾域治看守領隊。
威爾謝爾於盧頓及阿森納青訓營成長，年幼時的出色表現令人留下深刻印象。2008年，他為阿森納一隊上陣，以16歲又256日的年紀，成為最年輕代表阿仙奴聯賽上陣的球員。韋舒亞的表現令他得到不同的獎項及提名，包括獲得PFA年度最佳青年球員、PFA年度最佳陣容和阿仙奴年度最佳球員。
在國家隊方面，韋舒亞曾是英格蘭足球代表隊的成員，並曾代表英格蘭 U16、U17、U19和U21青年國家隊上陣。他以18歲又222日的年紀，成為英格蘭歷史上第12年輕為國上陣的球員。

## 早期生涯
韋舒亞於英格蘭史蒂文納吉出生，並於鄰近的城市希欽裏成長，他於高中時期為學校足球隊的隊長
从第7年到第10年，他带领修道院学校足球队获得县杯和地区杯的荣誉，并在第8年荣获了国家15岁以下足球赛的国家杯。他小时候是西汉姆联队的球迷，他的偶像是保罗•迪卡尼奥。
。

## 球會生涯

### 青年隊及預備組時期
2001年10月，韋舒亞於9歲時加入阿仙奴的青訓系統，此前他曾效力盧頓的青年軍一段短時間。韋舒亞於青年軍成長，並在他15歲時成為阿仙奴 U16梯隊的隊長，他亦曾為阿仙奴 U18梯隊上陣數場比賽。2007年的夏天，韋舒亞跟隨球隊參加了於馬來西亞舉行的盃賽後，阿仙奴 U18梯隊領隊史堤夫·保特讓他正選上陣對陣車路士 U18的比賽。對陣阿士東維拉 U18時，他攻入首個入球，協助球隊以4比1大勝對手。他更在對陣屈福特 U18時上演帽子戲法，協助球隊贏得英格蘭足球青年超級聯賽A組冠軍。效力U18青年軍的首季，他上陣18場，攻入13球。
2008年2月，16歲的韋舒亞為阿仙奴的預備隊上陣，對陣雷丁的預備隊，他攻入1球，令球隊以1比1和對手打平。於3月對陣韋斯咸的預備隊時，韋舒亞於禁區頂右側的位置施射，打入球門左上方的死角，該場比賽，阿仙奴領隊亦有現場觀看。他在預備隊上陣了3場比賽攻入2球，並交出2次助攻。2009年，韋舒亞帶領球隊贏得英格蘭足總青年盃，他先於四強的比賽中攻入1球，再於決賽中射入1球，並交出2次助攻，成為全場最佳球員。
晉升一隊
2008年7、8月，韋舒亞被派上一隊進行友誼賽。對的比賽首次上陣，中場入替蘭斯貝利。當時阿仙奴正落後一球，韋舒亞右路送出直線球，積·森遜把握機會進球。之後，韋舒亞中場搶截成功傳球予森遜，後者長傳給無人看管的巴拉薛迪射遠柱破網，奠定勝局。
韋舒亞於一隊取得的第一個入球在對奧地利球隊Burgenland XI的友賽，開賽一分鐘阿曼特·查奧爾傳中略過小禁區外，混亂中韋舒亞左腳乖巧挑入網內。65分鐘韋舒亞梅開二度，於禁區被對手侵犯獲得點球得分。四分鐘後再助攻禾確特，取得球隊在該場的第10個入球。韋舒亞成為是次球隊往奧地利習訓中最年輕的球員。
韋舒亞在兩日後與史特加的比賽中又有進球。基捷·基治於禁區轉身罷脫兩人夾擊後右傳空檔的韋舒亞，後者停下皮球勁射，突破前槍手延斯·莱曼的十指關入網。他對祖雲達斯的熱身賽首發上陣，穿著55號球衣。賽後領隊雲加談給包括韋舒亞等一眾年青槍手：「幾名年青球員為我們打出了好表現。此刻你見到韋舒亞吸引了我們的注意。這年紀他驚人地成熟，當你看他比賽你會忘記了他的年齡。」翌日，對陣應屆西甲冠軍皇家馬德里時也有出場，雖然只是75分鐘後備入替拿斯利，他的表現卻令球隊經理雲加留下深刻印象。他表示：「他（韋舒亞）這個年紀我不會期望太高，在現有的水準花多點功夫，就是他現在最應該做的事。」

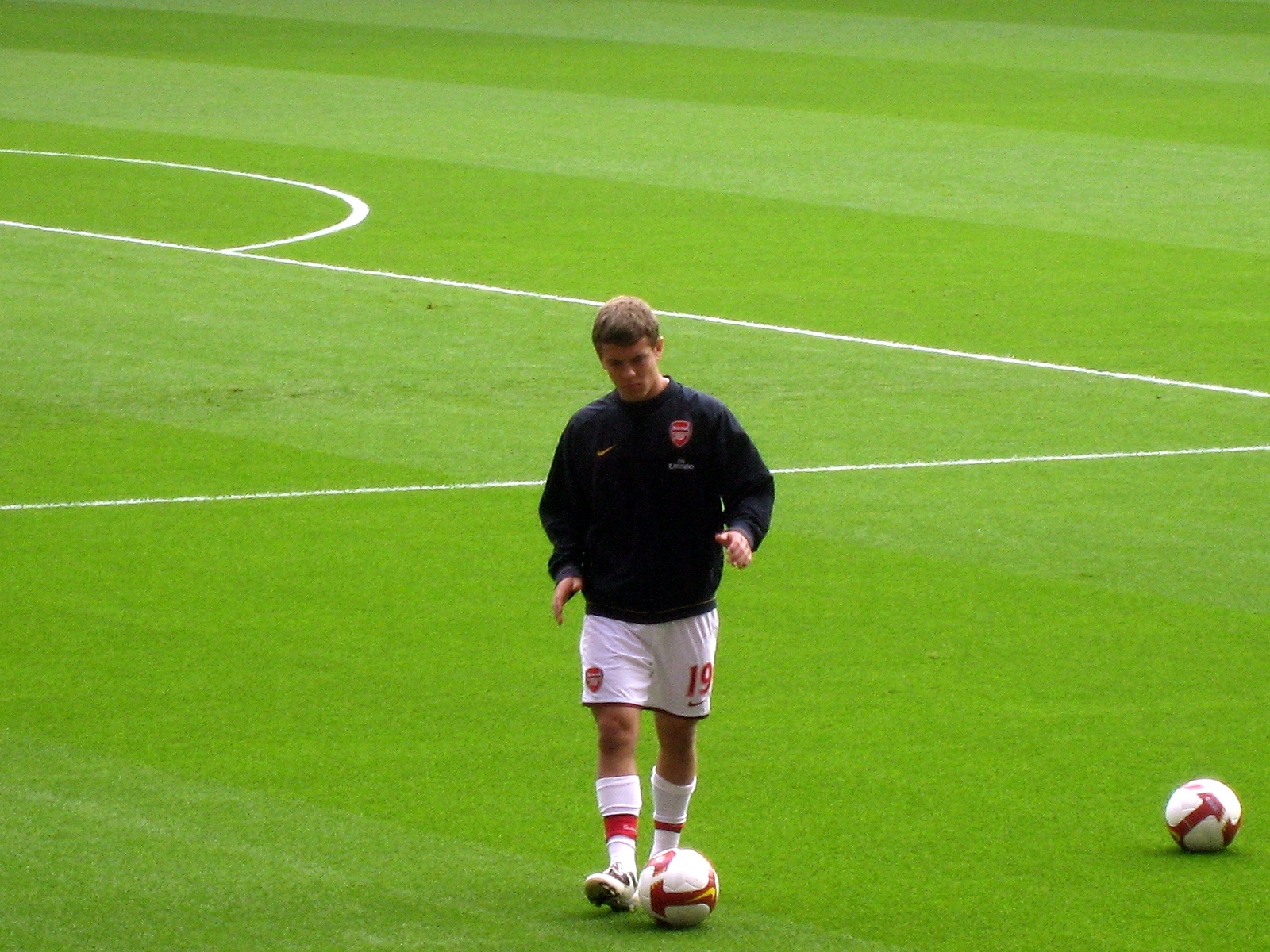
韋舒亞在對西布朗賽前熱身

2008/09英超球季，雲加給韋舒亞加入正選隊伍之列，授予19號球衣，這是前中場基拔圖·施華的號碼。2008年9月13日，韋舒亞終以後備身分於英超對布力般流浪的額賽事亮相，84分鐘入替雲佩斯。他以16歲256日的年紀，打破加里·禾特在阿仙奴登陸英超的最年輕記錄。十日後，韋舒亞以16歲266日的年紀首發上陣英格蘭聯賽盃對錫菲聯的賽事，並打入在一隊的第一球，是場阿仙奴大勝對手6-0。韋舒亞在聯賽杯第四圈對韋根的比賽上，為積·森遜的第一球助攻，並獲選為最佳球員，可惜因年紀太輕未能一嘗其獎品香檳。賽後雲加將韋舒亞與法比加斯作比較：「塞斯克（法比加斯）和積克（韋舒亞）能同場作戴，他們擁有相同的潛能及無懼挑戰的決心。」
2008年11月25日，他以後備身分上陣歐聯分組賽對基輔戴拿模的賽事，成為第五位參加歐聯的16歲球員，亦是球會史上最年輕歐洲賽球員（年齡為16歲329日）。2009年1月5日，韋舒亞與阿仙奴簽約職業球員。
該季韋舒亞以U-18青年軍身份上陣英格蘭足總青年杯，在準決賽對曼城次回合中射入一個十二碼和一個助攻，兩回合以6-2淘汰對手，協助阿仙奴晉身決賽，而阿仙奴最終於決賽兩回合以6-2擊敗利物浦奪冠，其中首回合贏4-1，韋舒亞在就以兩個助攻加一個點球得分成為該場最佳球員。2009年7月2日韋舒亞與阿仙奴延續「長約」。
2009/10英超球季的季前熱身賽，韋舒亞在酋長杯大放異采，他在首場對馬德里體育會下半場以後備身分上陣，即時為馬體會後防帶來麻煩，幫助阿仙奴鎖定2-1勝局。及後對格拉斯哥流浪的賽事，韋舒亞繼續他的好表現，並打進兩球，協助球隊以3-0獲勝奪冠。兩場比賽韋舒亞皆當選最佳球員獎。雖然阿仙奴被受傷兵及非洲國家盃的影響，韋舒亞仍未獲重用，上半季主要在盃賽上陣，包括歐聯、聯賽盃及足總盃合共上陣6場，僅在主場3-1擊敗伯明翰於完場前後補在英超上陣1場。據稱、及均有意借用韋舒亞，但他希望加盟一支英超球隊，最終韋舒亞於冬季轉會窗外借往保頓。
外借保頓
2009年12月領隊雲加表示考慮將韋舒亞借到般尼，而般尼領隊科尔亦直言希望達成借用，在科尔轉投博尔顿後，成功於2010年1月29日借用韋舒亞直到球季結束。2010年2月9日保頓作客對曼城的比賽中韋舒亞首次為保頓上陣，2010年3月6日在作客韋斯咸的比賽中打進他職賽生涯中第一球英超入球，協助球隊以2-1擊敗對手。
嶄露頭角
2010/11英超球季，對韋舒亞是突破的球季。2010年8月15日韋舒亞進入本賽季首場賽事作客利物浦的正選名單，接着他繼續上陣下周對黑池的賽事並貢獻了一個助攻。2010年9月15日，韋舒亞為本賽季第一場歐聯賽事對布拉加的比賽中再有好表現，為球隊貢獻助攻，持續的好表現令他成為該月份(9月)球會最佳球員。2010年10月16日，韋舒亞於對伯明翰的英超比賽中侵犯對方前鋒施積，嘗試了職業生涯中首面直接紅牌。2010年10月19日，他打進了首個歐聯入球，在對陣薩克達的比賽中與隊友炮製球隊該場第四球入球；他接應路斯基短傳將皮球挑過門將皮亞托夫，協助阿仙奴在歐聯分組賽以5-1痛擊對手。2010年11月1日，韋舒亞跟阿仙奴簽下新一份長期合約。2010年11月27日，韋舒亞打進了在阿仙奴第一個英超入球，該場比賽阿仙奴勝阿士東維拉4-2 。2011年2月16日，歐聯淘汰賽16強阿仙奴主場2-1反勝巴塞隆拿,韋舒亞的悅目表現備受各方一致好評,更對整場比賽起了關鍵作用，該場他的傳球成功率達93.5%，僅次對方中場恩尼斯達(95.6%)和沙維(95%)。，領隊雲加賽後也讚揚積克表優秀。2011年4月，韋舒亞獲選為PFA年度最佳青年球員，及2010-11年度PFA年度最佳陣容，阿仙奴隊友拿斯利及沙格拿亦同被獲選。這突破性的一年，韋舒亞以出色表現贏得阿仙奴球迷的愛戴，壓倒雲佩斯及拿斯利成為阿仙奴年度最佳球員。
傷患纏身
2011/12英超球季，韋舒亞於季前熱身賽對紐約紅牛時受傷，導致右腳踝關節壓力性骨折。這次受傷令韋舒亞無法於本季季前熱身，並需動手術治療骨折；2011年9月26日，是次手術成功，預料韋舒亞需四至五個月時間康復。可惜於2012年1月27日，他的關節傷患復發，同年4月雲加宣佈韋舒亞告別整個2011/12英超球季，及無法代表英格蘭國家隊參與2012年歐洲國家盃賽事。這意味他將錯失代表英國奧運足球隊，出席2012年倫敦奧運會的足球項目。
接獲10號球衣
2012/13英超球季，2012年8月17日，阿仙奴隊長雲佩斯轉會至曼聯，韋舒亞成為阿仙奴10號的新主人。
2012年9月20日，闊別球場14個月後，韋舒亞重新返回練習場，完成首課一隊訓練，並於數場阿仙奴U-21及預備組的對賽中上陣

。
2012年10月27日，韋舒亞亮相於聯賽作客昆士柏流浪的正選陣容，是繼2011年5月後回歸一隊的首場正式比賽；韋舒亞於該仗上陣67分鐘，後由禾確特入替，阿仙奴以1-0戰勝對手，賽後韋舒亞於球隊官網獲選最佳球員。之後他上陣作客曼聯的聯賽，可惜於69分鐘領第二面黃牌被逐，是場阿仙奴以1-2敗走奧脫福。
2012年11月6日，韋舒亞在對史浩克04的歐聯賽事上陣90分鐘，比數為2-2。
2012年11月21日，韋舒亞在對蒙彼利埃的賽事中打進傷癒後的首個歐聯入球，阿仙奴以2-0勝利。
2012年12月19日，阿仙奴宣佈韋舒亞隊友阿歷士·張伯倫、基蘭·基比斯、艾朗藍斯及一同簽下新合約。
2013年1月16日，韋舒亞在足總盃對史雲斯中打進致勝一球。同年4月，韋舒亞獲提名PFA年度最佳青年球員，這是他繼2010-11年賽季得獎後第二次提名。不過，2013年3至4月雲加選擇讓韋舒亞休息，偶爾以後備形式上陣季尾的比賽；同年夏季韋舒亞接受了小手術。
2013-2014球季
阿仙奴於夏天轉會市場以破球會轉會費記錄5000萬歐羅購入皇家馬德里進攻中場奧斯爾後，加上盧卡斯·波多斯基、阿歷士·張伯倫及禾確特相繼受傷，韋舒亞被安排出任左翼鋒。在10月6日對陣西布朗的聯賽中攻入2013-2014球季的首個入球，其後在10月19日主場對陣諾域治的比賽中更曾與基奧特作連續的撞牆配合攻入首個入球，該入球於2014年5月28日，於英超官方票選中，以39%得票率成為本賽季英超最佳入球。
11月26日,歐聯分組賽對陣馬賽時更以29秒的時間便取得入球,成為於歐洲賽事上最快取得入球的英格蘭球員。
12月14日作客曼城的比賽後因向曼城球迷舉中指而被英足總判停賽2場。
2014年1月13日，韋舒亞交出一入球一助攻，協助阿仙奴以2-1擊敗阿士東維拉。2014年1月19日，韋舒亞助攻辛迪·卡蘇拿打進第一球，阿仙奴2-0擊敗富咸。可惜於2014年3月6日，韋舒亞為國家隊出戰對丹麥的國際友誼賽時，丹尼爾·艾加一次鏟球引致韋舒亞左腳出現輕微骨裂，令他缺席及後幾場重要賽事，包括聯賽對車路士和曼城，及4月12日足總盃準決賽對韋根的比賽。幸好他在足總盃決賽前及時康復，2015年5月17日，韋舒亞以後備身分出席2014年英格蘭足總盃決賽，在加時階段入替奧斯爾，最終阿仙奴先落後兩球下,3-2反勝侯城奪冠，這是阿仙奴自2005年後再次摘下冠軍獎座。
2014-2015球季
2014年8月10日，韋舒亞代表阿仙奴出戰2014年英格蘭社區盾，以3-0戰勝曼城奪標；2014年9月13日，阿仙奴於聯賽主場再遇曼城，2-2逼和對手，韋舒亞交出一球一助攻。。2014年11月27日，韋舒亞在對曼聯的比賽中左腳踝關節受傷，阿仙奴以1-2落敗。賽後他接受手術後休息三個月。
2015年5月24日，阿仙奴於最後一輪聯賽對西布朗的比賽中，以4-1擊敗對手，韋舒亞射入一記精彩窩利球，於BBC舉辦的票選中獲選為年度最佳入球，他同時成為自英超成立以來,首位連續獲得該項殊榮的球員。
2015年5月30日，韋舒亞出席2015年英格蘭足總盃決賽並後備上陣，阿仙奴以4-0戰勝阿士東維拉成功衛冕，以12次冠軍成為奪得最多足總盃的隊伍。賽後的勝利巡遊中，韋舒亞帶領球迷唱揶揄同市宿敵熱刺的粗俗歌曲，鑒於上季他的同類行為，被英格蘭足總控以行為不檢，罰款4萬鎊及予以嚴重警告。
2015-2016球季
2015年8月，韋舒亞在季前訓練時腓骨受傷，起初預計休戰一個月，可惜9月進行手術後需休息三個月。2016年2月，韋舒亞表示已恢復健身訓練。2016年4月8日，經過接近十個月休養，韋舒亞於U-21聯賽對紐卡素比賽正選上陣，於65分鐘退下火線，同場有另一位傷癒復出球員路斯基。

### 西漢姆
2020年10月5日，韋舒亞和西漢姆解約，成為自由球員。

### 伯恩茅斯
2021年1月18日，威尔希尔与英冠球队伯恩茅斯签约，合同至2020-2021赛季结束。

## 踢球風格
曾租借韋舒亞的保頓領隊科尔讚賞他雖欠乏身高優勢，但攔截和碰撞力一流。不過，時任阿仙奴青訓總監的球會名宿林·柏拉迪擔心他的脾氣會影響他的事業發展。
韋舒亞能勝任多個位置，包括進攻中場、翼鋒，及2010/11球季在阿仙奴擔任墮後中場。領隊雲加解釋，韋舒亞屬於全能中場多於純粹的防守中場，但他有能力擔當中場任何位置。韋舒亞的踢球風格經常與前英格蘭國腳加斯居尼、前阿仙奴國腳法比加斯及阿仙奴傳奇球員林·柏拉迪作比較。
韋舒亞的踼法容易被對手侵犯令到自己受傷，所以自2011/12球季開始經常受傷，康復期多數長達數月甚至整個球季，令韋舒亞上陣時間大大減少。阿仙奴領隊雲加承認，韋舒亞的踢法的確會令他受傷次數增加。巴塞隆拿傳奇中場沙維表示，假若韋舒亞沒有傷病，那麼他就是一位歐洲頂級中場。除此之外，他亦稱讚韋舒亞將會代表著英格蘭的未來。

## 國家隊
自2006年韋舒亞已被英格蘭國家隊安排在較其實際年齡高的組別作賽，才16歲的他已是國家隊17歲以下組別（英格蘭U17）的國腳。2006年，15歲的韋舒亞曾是英格蘭U16的成員。
韋舒亞入選在德國舉行的2009年歐洲U-17足球錦標賽決賽週的英格蘭U17大軍決選名單，是陣中唯一有英超上陣經驗的球員，英格蘭被編在B組與德國、荷蘭及土耳其同組。2009年5月6日首場1-1賽和荷蘭U-17，身穿10號球衣的韋舒亞有一次主罰離門20碼的自由球中柱角彈出；但5月9日次場被主辦國的德國U17以4-0技術性擊倒。
2009年1月22日，韋舒亞獲英格蘭U19首次徵召並上陣於2月10日對西班牙的比賽，是次比賽英格蘭以3-0獲勝。及後，英格蘭國家隊領隊卡比路點名阿仙奴中場有機會出現於2010年南非世界盃陣中。韋舒亞在短時間內由英格蘭U19提升至英格蘭U21，並被召入2009年8月11日對荷蘭U21友賽大軍中，更第一次後備上陣U21比賽。韋舒亞繼續入選2011年歐洲U-21足球錦標賽外圍賽大軍名單，9月4日作客出戰馬其頓U21，下半場替補上陣博得十二碼，由隊長李·卡特摩尔射入2-1旗開得勝。
2010年8月7日，韋舒亞首次入選英格蘭足球代表隊，進入2010年8月11日對匈牙利友賽的大軍名單，並於是次比賽83分鐘入替隊長謝拉特，成為英格蘭國家隊歷史上排名第10位最年青國家隊成員。
2011年2月9日，韋舒亞對丹麥的友賽中第一次進入首發陣容。雖然他上演不熟悉的防守中場位置，表現仍受領隊卡比路讚許。。

## 榮譽

### 球會
阿仙奴
- 英格蘭足球青年超級聯賽冠軍：2008/09年；
- 英格蘭足總青年盃冠軍：2008/09年；
- 英格蘭足總盃冠軍: 2014年，2015年
- 英格蘭社區盾冠軍: 2014年、2015年
- 酋長盃冠軍: 2009年、2010年

### 個人
- PFA年度最佳青年球員: 2010-11年
- PFA年度最佳陣容: 2010-11年
- 阿仙奴年度最佳球員: 2010-11年

## 統計數字

### 球會
最後更新：2019年8月27日
| 球會            | 球季         | 聯賽               | 聯賽 | 聯賽 | 足總盃 | 足總盃 | 聯賽盃 | 聯賽盃 | 歐洲賽 | 歐洲賽 | Other | Other | 合計 | 合計 |
| 球會            | 球季         | 聯賽               | 上陣 | 入球 | 上陣   | 入球   | 上陣   | 入球   | 上陣   | 入球   | 上陣  | 入球  | 上陣 | 入球 |
| --------------- | ------------ | ------------------ | ---- | ---- | ------ | ------ | ------ | ------ | ------ | ------ | ----- | ----- | ---- | ---- |
| 阿森纳          | 2008–09      | 英格兰足球超级联赛 | 1    | 0    | 2      | 0      | 3      | 1      | 2      | 0      | —     | —     | 8    | 1    |
| 阿森纳          | 2009–10      | 英格兰足球超级联赛 | 1    | 0    | 1      | 0      | 2      | 0      | 3      | 0      | —     | —     | 7    | 0    |
| 阿森纳          | 2010–11      | 英格兰足球超级联赛 | 35   | 1    | 2      | 0      | 5      | 0      | 7      | 1      | —     | —     | 49   | 2    |
| 阿森纳          | 2011–12      | 英格兰足球超级联赛 | 0    | 0    | 0      | 0      | 0      | 0      | 0      | 0      | —     | —     | 0    | 0    |
| 阿森纳          | 2012–13      | 英格兰足球超级联赛 | 25   | 0    | 4      | 1      | 1      | 0      | 3      | 1      | —     | —     | 33   | 2    |
| 阿森纳          | 2013–14      | 英格兰足球超级联赛 | 24   | 3    | 3      | 0      | 1      | 0      | 7      | 2      | —     | —     | 35   | 5    |
| 阿森纳          | 2014–15      | 英格兰足球超级联赛 | 14   | 2    | 1      | 0      | 1      | 0      | 5      | 0      | 1     | 0     | 22   | 2    |
| 阿森纳          | 2015–16      | 英格兰足球超级联赛 | 3    | 0    | 0      | 0      | 0      | 0      | 0      | 0      | 0     | 0     | 3    | 0    |
| 阿森纳          | 2016–17      | 英格兰足球超级联赛 | 2    | 0    | —      | —      | —      | —      | —      | —      | —     | —     | 2    | 0    |
| 阿森纳          | 2017–18      | 英格兰足球超级联赛 | 20   | 1    | 0      | 0      | 5      | 0      | 13     | 1      | 0     | 0     | 38   | 2    |
| 阿森纳          | 合計         | 合計               | 125  | 7    | 13     | 1      | 18     | 1      | 40     | 5      | 1     | 0     | 197  | 14   |
| 博尔顿 (外借)   | 2009–10      | 英格兰足球超级联赛 | 14   | 1    | —      | —      | —      | —      | —      | —      | —     | —     | 14   | 1    |
| 伯恩茅斯 (外借) | 2016–17      | 英格兰足球超级联赛 | 27   | 0    | 0      | 0      | 0      | 0      | —      | —      | —     | —     | 27   | 0    |
| 西汉姆联        | 2018–19      | 英格兰足球超级联赛 | 8    | 0    | 0      | 0      | 0      | 0      | —      | —      | —     | —     | 8    | 0    |
| 西汉姆联        | 2019–20      | 英格兰足球超级联赛 | 2    | 0    | 0      | 0      | 1      | 1      | —      | —      | —     | —     | 3    | 1    |
| 西汉姆联        | 合計         | 合計               | 10   | 0    | 0      | 0      | 1      | 1      | —      | —      | —     | —     | 11   | 1    |
| 職業生涯合計    | 職業生涯合計 | 職業生涯合計       | 176  | 8    | 13     | 1      | 19     | 2      | 40     | 5      | 1     | 0     | 249  | 16   |

1. 1 2 3 4 5 6  Appearances in 欧洲冠军联赛
2. ↑  Appearance in 社區盾
3. ↑  Appearances in 欧足联欧洲联赛

### 國家隊
最後更新：2016年6月27日
| 國家隊 | 年份 | 上陣 | 入球 |
| ------ | ---- | ---- | ---- |
| 英格蘭 | 2010 | 1    | 0    |
| 英格蘭 | 2011 | 4    | 0    |
| 英格蘭 | 2012 | 1    | 0    |
| 英格蘭 | 2013 | 8    | 0    |
| 英格蘭 | 2014 | 12   | 0    |
| 英格蘭 | 2015 | 2    | 2    |
| 英格蘭 | 2016 | 6    | 0    |
| 合計   | 合計 | 34   | 2    |

### 國家隊入球
| # | 日期          | 地點                                   | 對手       | 入球 | 比數 | 比賽                   |
| - | ------------- | -------------------------------------- | ---------- | ---- | ---- | ---------------------- |
| 1 | 2015年6月14日 | 斯洛文尼亞，盧布爾雅那，斯托日采體育場 | 斯洛維尼亞 | 1–1  | 2–0  | 2016年歐洲國家盃外圍賽 |
| 2 | 2015年6月14日 | 斯洛文尼亞，盧布爾雅那，斯托日采體育場 | 斯洛維尼亞 | 1–2  | 2–0  | 2016年歐洲國家盃外圍賽 |

## 外部連結
- Soccerway資料庫：杰克·威尔希尔
- 足球数据库：傑克·威爾希爾的球员统计数据